# Psapharochrus longitarsis
Psapharochrus longitarsis là một loài bọ cánh cứng trong họ Cerambycidae.